# Šturlić
Šturlić (en cyrillique : Штурлић) est une localité de Bosnie-Herzégovine. Il est situé dans la municipalité de Cazin, dans le canton d'Una-Sana et dans la fédération de Bosnie-et-Herzégovine. Selon les premiers résultats du recensement bosnien de 2013, il compte 2 620 habitants.

## Démographie

### Évolution historique de la population
| 1948 | 1953 | 1961  | 1971  | 1981  | 1991  | 2013  |
| ---- | ---- | ----- | ----- | ----- | ----- | ----- |
| -    | -    | 1 513 | 2 020 | 2 428 | 2 714 | 2 620 |

|  |

### Communauté locale
En 1991, la communauté locale de Šturlić comptait 3 825 habitants, répartis de la manière suivante :